# Compañía de los Ferrocarriles Andaluces
La Compañía de los Ferrocarriles Andaluces (CFA), conocida popularmente como «Andaluces», fue una importante empresa ferroviaria española que existió durante la segunda mitad del siglo XIX y el primer tercio del siglo XX. 
La compañía nació a partir de la unión de pequeñas empresas ferroviarias que existían en Andalucía, aprovechando la crisis económica que había tenido lugar en los últimos años del reinado de Isabel II. Fundada el 30 de mayo de 1877, creció rápidamente hasta convertirse en la tercera compañía ferroviaria en España, tras las poderosas Norte y MZA. Mantuvo la mayor parte de las líneas ferroviarias en la región andaluza, aunque también poseyó una pequeña línea que unía Murcia y Alicante. Mantuvo una próspera existencia hasta finales de la década de 1920, cuando entró en una profunda crisis. Este declive terminaría en 1936 con su incautación por parte del Estado. Tras la Guerra Civil, en 1941 su red se incorporaría a RENFE
La compañía tuvo sus oficinas en el Palacio de la Tinta, en Málaga, si bien su sede social se encontraba en Madrid.

## Historia

### Nacimiento de la compañía
A principios de 1860 la fiebre por la construcción de los ferrocarriles había dejado una importante red ferroviaria a lo largo de España. Sin embargo, con la crisis financiera que se desató a finales del reinado de Isabel II, muchas compañías entraron en una delicada situación que las dejaba al borde de la quiebra. En la zona andaluza ya se habían construido numerosas líneas, pero todas en manos independientes y con la crisis económica de 1864-1866 quedaron en una situación económica muy comprometida. De estas líneas, destacaban especialmente los ferrocarriles de Córdoba a Málaga, de Córdoba a Sevilla y el Sevilla a Cádiz, pues eran los más rentables e importantes de la red en la región andaluza. En 1875, después de la gran inestabilidad que había imperado durante los años del Sexenio Revolucionario, volvió una época de bonanza económica.
La Compañía de los Ferrocarriles Andaluces se constituyó oficialmente el 30 de mayo de 1877, contando en 1878 con un capital social de dieciocho millones de pesetas.
«Andaluces» nació de la mano de dos empresarios, Jorge Loring y Joaquín de la Gándara, que ya poseían varias líneas férreas. En el primer consejo de administración que se formó sobresaldrían algunas figuras relevantes de la política, como Francisco Silvela, Segismundo Moret o Antonio Cánovas. A partir de la unión de este conglomerado de pequeños ferrocarriles se pretendía a posteriori una expansión aprovechándose de la quiebra económica en que se encontraban numerosas compañías menores y la creación de un mercado común. En el momento de su fundación contaba con las siguientes líneas: Córdoba-Málaga, Granada-Bobadilla, Sevilla-Cádiz, Jerez-Bonanza, Utrera-Osuna y Osuna-La Roda. En total, todas ellas conformaban una red de más de 700 km. «Andaluces» también intentó hacerse con el control del importantísimo ferrocarril Córdoba-Sevilla, pero este ya había sido adquirida por la Compañía de los Ferrocarriles de Madrid a Zaragoza y Alicante (MZA).

### Desarrollo y expansión

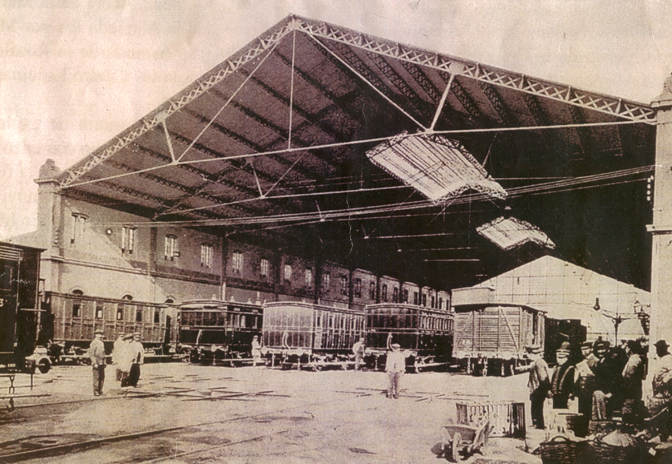
Imagen de la antigua estación de ferrocarril de Málaga, en 1867.

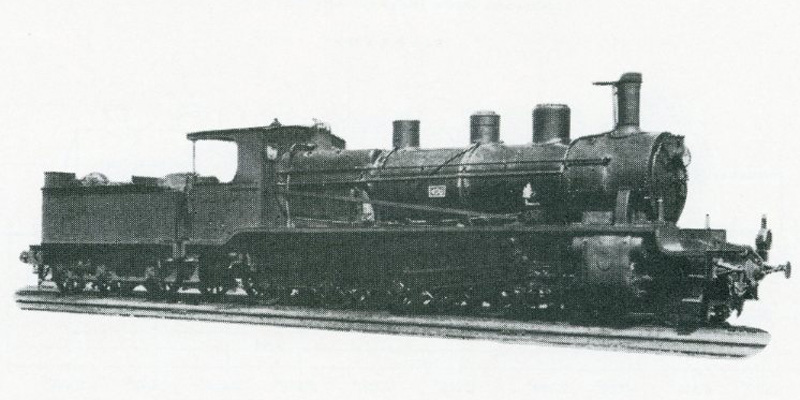
Locomotora perteneciente a la Serie 401-450 de los Ferrocarriles Andaluces.

A la altura de 1880 los Ferrocarriles Andaluces atravesaban una buena racha económica, y con un segundo ejercicio muy aceptable. El mayor rendimiento económico procedía de la línea Sevilla-Jerez-Cádiz, debido a la llanura existente que permitía un rápido desplazamiento. En ese contexto, la empresa comenzó una expansión de su red a partir de sus líneas originales y adquirió en 1880 la línea férrea entre Córdoba y las minas de Belmez, de gran importancia por el suministro de carbón a las locomotoras. Debido a los buenos resultados económicos, en 1882 se hizo con la concesión de la línea Murcia-Alicante, la cual pensaba unir a posteriori con su red en Andalucía —aunque esta eventualidad finalmente no ocurriría—. En 1885 inauguró una línea férrea que iba desde Marchena a Córdoba como competidora de la Córdoba-Sevilla, bajo control de MZA. Unos años después, en 1893, entró en servicio la línea de Linares-Puente Genil. Este trazado se proyectó como una alternativa al trayecto Linares-Córdoba, también en manos de MZA. No obstante, de esta última línea ya había inaugurado 1881 el tramo Espeluy-Jaén, con lo que ya quedaba operativa en su totalidad.
Con la apertura de esta línea se creó un nuevo acceso a gran parte de Andalucía al estar Puente Genil ya conectada con Córdoba y Málaga. La creación y crecimiento de la Compañía de los Ferrocarriles Andaluces puso freno a los planes de expansión en Andalucía de la MZA, que ya contaba con las líneas Alcázar de San Juan-Córdoba y Córdoba-Sevilla. MZA finalizó su expansión por el sur tras la compra de los derechos para construir el ferrocarril Sevilla-Huelva, en 1877.
Había algunas líneas férreas que, sin tener la importancia de las principales, también destacarían como la de Osuna-La Roda, adquirida su concesión por Loring en 1875 y que unía la línea de Córdoba-Málaga con el tramo Utrera-Osuna. Otra construcción fue la ampliación del ferrocarril Jerez-Sanlúcar hasta el Puerto de Bonanza. La concesión de la línea Murcia-Alicante fue finalmente terminada en 1884, pero nunca pudo unirse con el núcleo de la red de Andaluces y quedó aislado, aunque su explotación permitía la subsistencia de las infraestructuras. A pesar de la supremacía de «Andaluces» en el sur de España, existieron varias compañías de pequeño tamaño que consiguieron mantener su independencia durante largo tiempo hasta la nacionalización en RENFE. Entre ellas cabe destacar: la línea Zafra-Huelva o la línea Lorca-Baza de la «Great Southern of Spain Railway Company Ltd».
Hasta 1890 la situación de la compañía había sido próspera pero al año siguiente esta se resintió y en los años siguientes no mejoró. En 1895, con la nueva línea de Linares-Puente Genil ya operativa, las cuentas volvieron a dar un fuerte repunte y la compañía tuvo que retrasar todas las nuevas obras de mejora, como las de las nuevas estaciones de Cádiz o Sevilla. A pesar de las malas cuentas, se pudo subsistir con la mala situación económica hasta que en 1897 se logró el superávit. En 1898 la situación fue aún mejor en tanto que los numerosos transportes militares que pasaban por las líneas de la compañía supusieron grandes ingresos por parte del Estado debido a la guerra de Cuba que tuvo lugar ese año. Entrado el siglo XX, la situación económica no fue mejor y la compañía tuvo que vender las Minas de Belmez en 1900, las cuales fueron a parar a la Sociedad Minera y Metalúrgica de Peñarroya (SMMP) junto con todas las instalaciones.

### La empresa decae

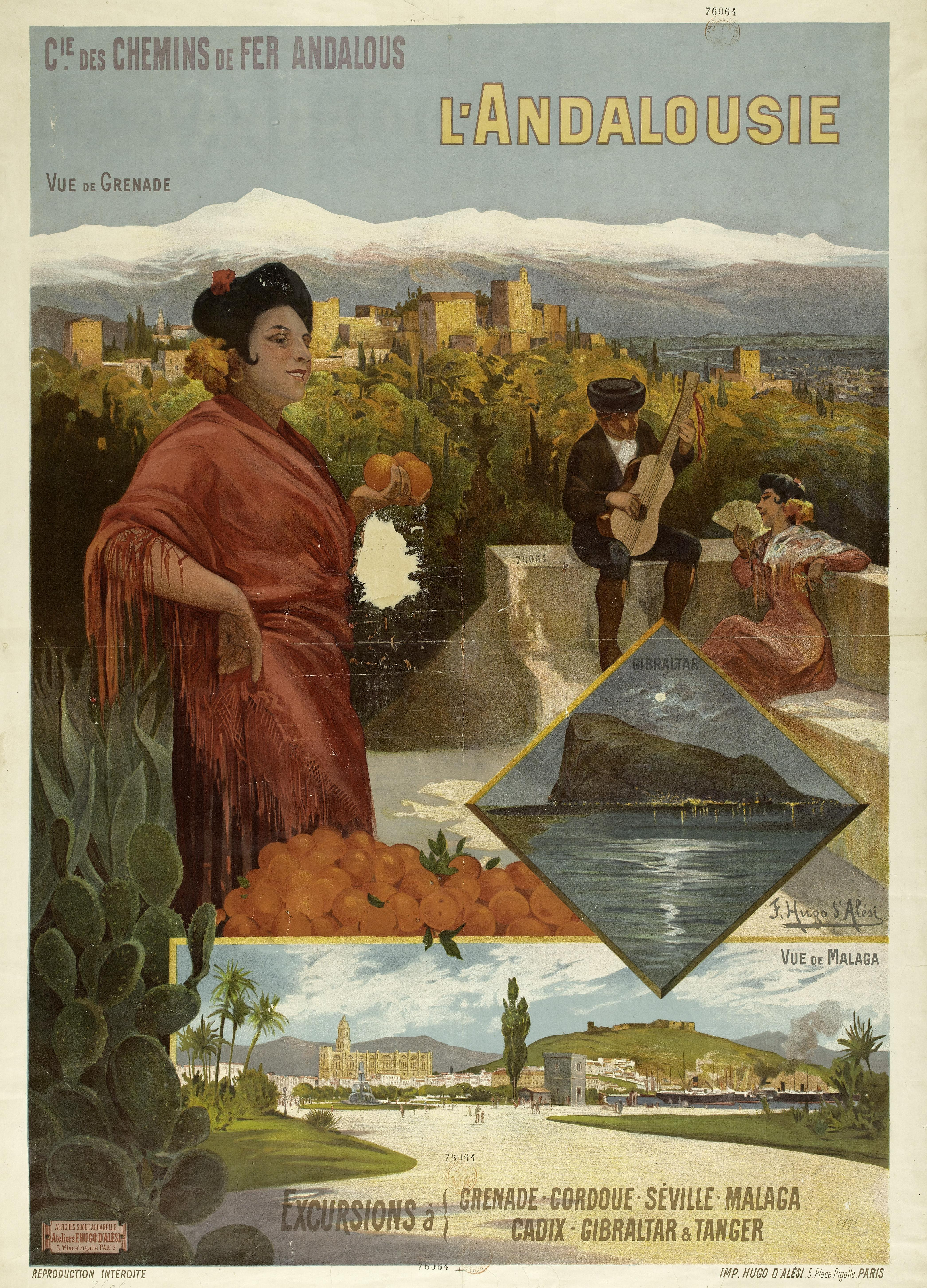
Cartel publicitario de «Andaluces» editado en francés, c. 1904.

A pesar de la deficiente situación económica, Andaluces acometió numerosas medidas como la renovación del parque móvil mediante la compra de nuevas locomotas y vagones, así como la renovación de las infraestructuras: en 1905 fue inaugurada una nueva estación en Cádiz, mientras que al año siguiente se inauguró la nueva estación de San Bernardo en Sevilla. En la línea Córdoba-Málaga se sustituyó el primitivo raíl, como primer paso para la renovación de las vías en la amplia red que entonces alcanzaba los 1083 km. Esta política de renovación de material —al calor de una buena coyuntura económica— también incluyó la adquisición en 1913 de la línea Bobadilla-Algeciras, a partir de la compra de la «Algeciras & Gibraltar Railway Company» (AGR).
Entre 1914 y 1918 tuvo lugar la Primera Guerra Mundial, que también afectó a España, en tanto que supuso el cierre a las importaciones de tecnología extranjera. Las repercusiones en el ferrocarril español fueron importantes, y todas las compañías entraron en una profunda crisis. A pesar de la mala situación económica que imperaba, en 1916 la Compañía de los Ferrocarriles Andaluces tomó en arriendo las líneas Linares-Almería y Moreda-Granada, que eran propiedad de la Compañía de los Caminos de Hierro del Sur de España —la cual se encontraba en una desastrosa situación financiera—. La medida no supuso una mejora en las cuentas de «Andaluces», pues significó otra importante carga económica. En cualquier caso, los Ferrocarriles Andaluces no se anexionarían a esta maltrecha compañía hasta 1929. En la década de 1920 la situación de las compañías ferroviarias españolas mejoraría al amparo del Estatuto ferroviario de 1924 y las ayudas estatales por parte de la dictadura de Primo de Rivera. En ese momento, «Andaluces» controlaba la mayor parte de las líneas ferroviarias del sur de España y logró llevar una situación financiera medianamente solvente gracias a las ayudas estatales.

### Incautación estatal y desaparición
«Andaluces» llegó a ser considerada la tercera compañía ferroviaria más grande del país, tras MZA y Norte. Sin embargo, durante los años posteriores a la llegada de la Segunda República su situación financiera fue empeorando hasta llegar a la situación de déficit en 1935. Al año siguiente se encontraba cercana a la suspensión de pagos, que amenazaban la continuidad de sus servicios. Como resultado de esto, el gobierno republicano se incautó de los Ferrocarriles Andaluces mediante un decreto de 9 de mayo de 1936, haciéndose con el control de la empresa. Pero el volumen económico de la compañía y la gran extensión de su red no hacían recomendables su traspaso al organismo de Explotación de Ferrocarriles por el Estado, por lo que se transfirió su gestión a la Compañía Nacional de los Ferrocarriles del Oeste. Consecuencia de esa unidad en la gerencia de ambas compañías fue la idea confundida de que formaban una sola, llamada «Compañía de los Ferrocarriles del Oeste y Andaluces». Sin embargo, a pesar de la incautación estatal, la compañía mantuvo su identidad financiera y contable. En 1941, la nacionalización del ferrocarril de ancho ibérico y la creación de la Red Nacional de Ferrocarriles Españoles (RENFE) supusieron la desaparición de los últimos vestigios de «Andaluces».

## Resultados económicos

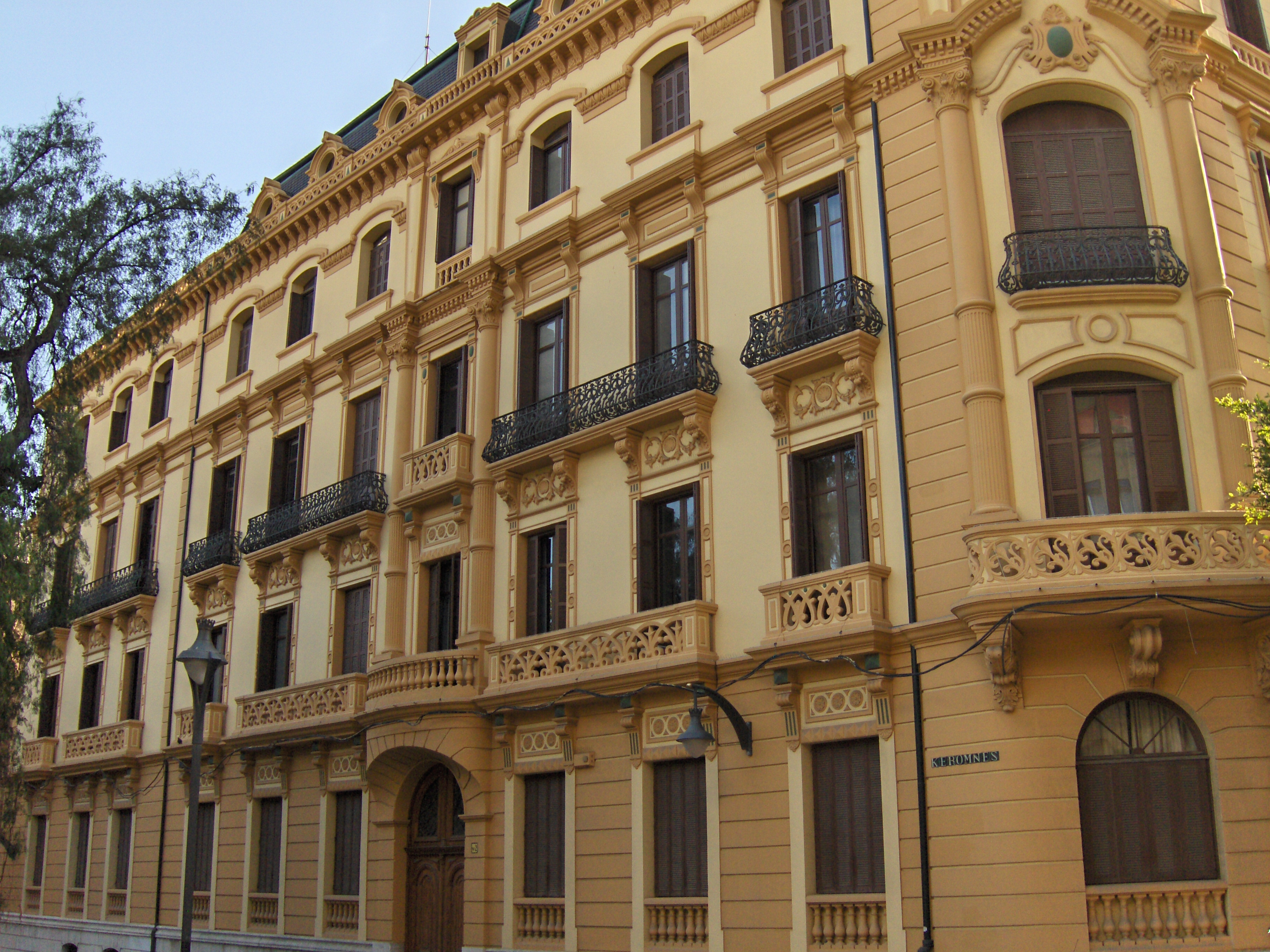
El Palacio de la Tinta, situado en el malagueño barrio de La Malagueta, acogió las oficinas de la compañía. Tras la Guerra civil continuó operando con RENFE.

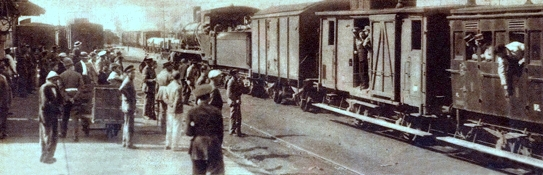
Fotografía de la estación de Cercadilla en Córdoba, c. 1931.

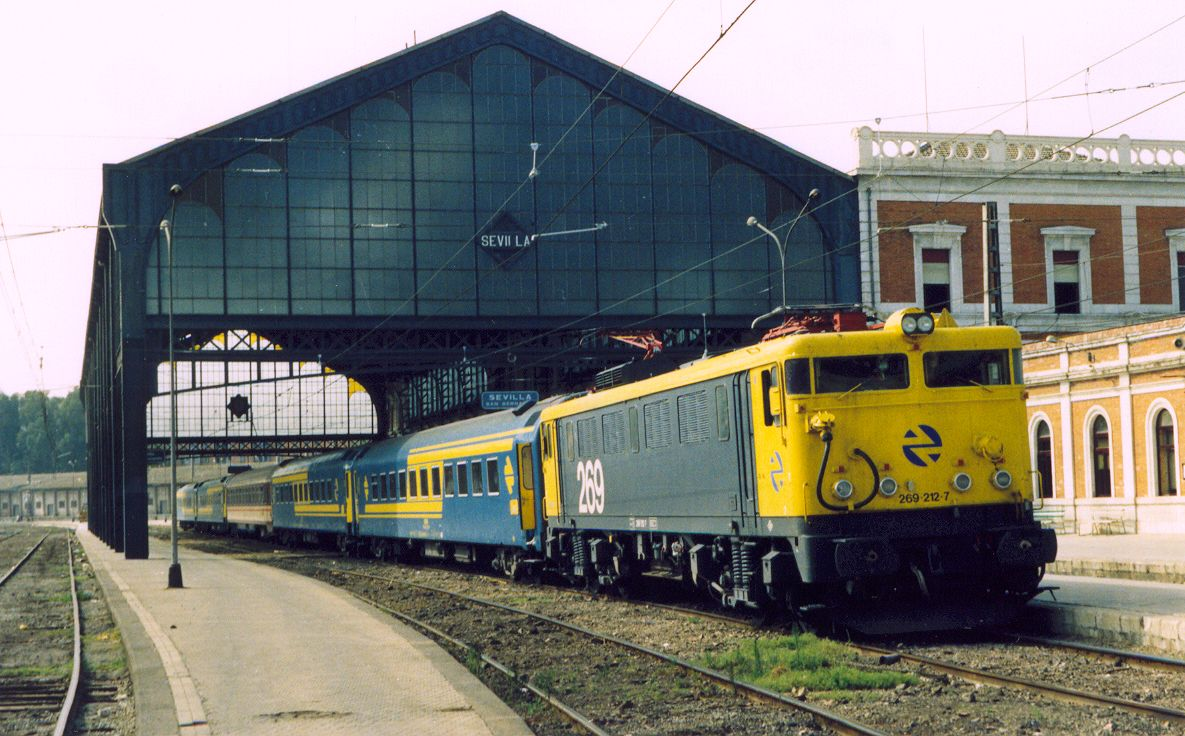
La estación de San Bernardo de Sevilla, construida por «Andaluces», en una fotografía de 1990.

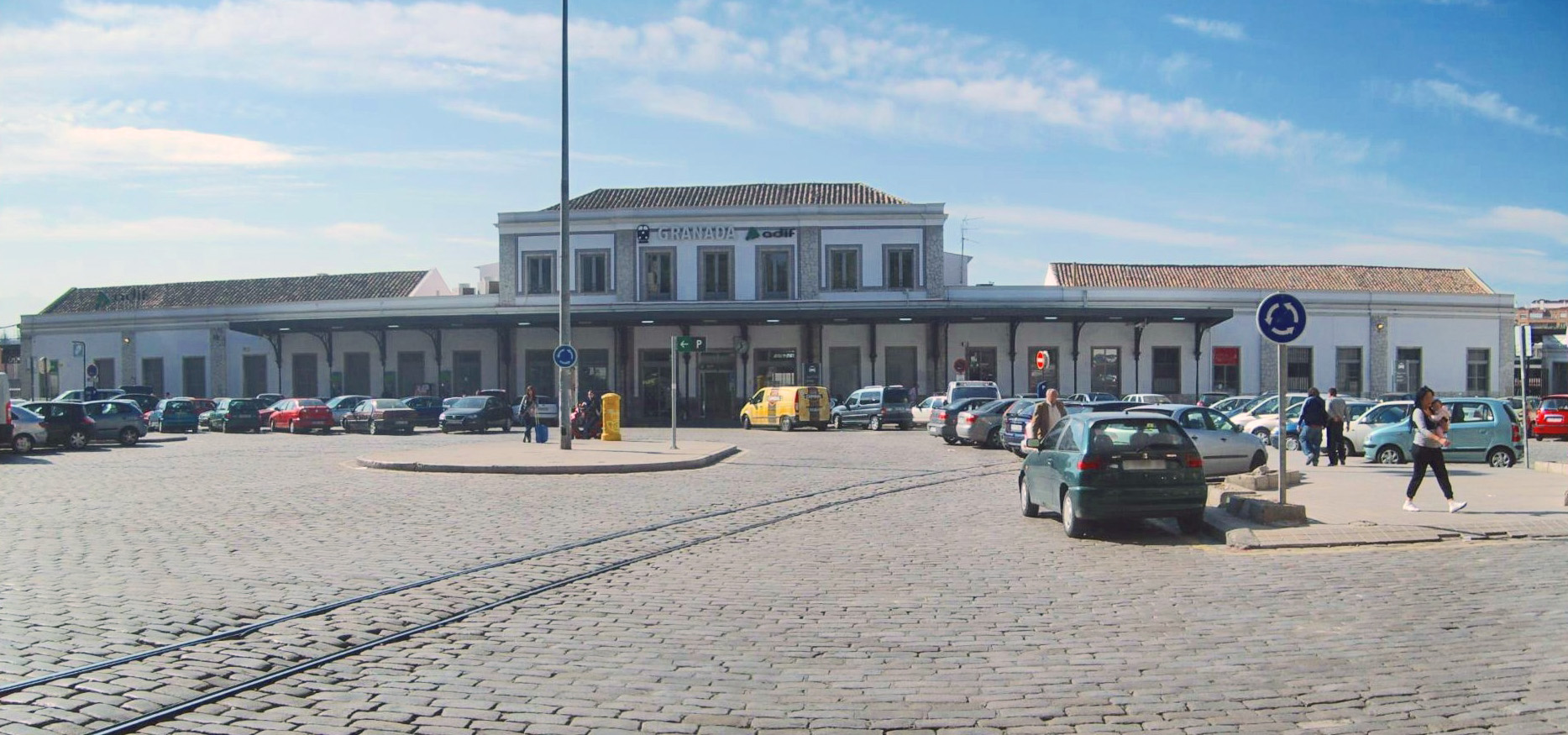
La estación de «Andaluces» en Granada, en 2008.

En el siguiente cuadro aparece una relación del transporte de viajeros y mercancías por los Ferrocarriles Andaluces entre los años 1882 y 1935, apareciendo un anexo con el porcentaje de los resultados de la explotación sobre los ingresos obtenidos por efecto del tráfico. En el anexo del beneficio porcentual se aprecia un descenso constante a medida que avanza la explotación de la red. Si bien durante el último tercio del siglo XIX se mantiene una estabilidad en las ganancias, desde 1900 se produce un descenso que se acrecentará con la Primera Guerra Mundial entre 1914 y 1918. La intervención estatal durante la dictadura de Primo de Rivera logrará retrasar durante unos años la crisis definitiva que durante los años 30 haga desaparecer la compañía.
| Años | Viajeros transportados | Mercancías transportadas (toneladas) | Resultados de la explotación sobre los ingresos |
| 1882 | 1.514.000              | 774.600                              | 53,2%                                           |
| 1888 | 1.667.700              | 996.700                              | 54,8%                                           |
| 1894 | 1.818.600              | 1.380.800                            | 52,2%                                           |
| 1902 | 2.395.300              | 2.560.400                            | 43,3%                                           |
| 1907 | 2.826.900              | 1.455.500                            | 44,7%                                           |
| 1914 | 4.521.700              | 1.947.900                            | 39,7%                                           |
| 1921 | 6.617.100              | 2.173.800                            | 26,1%                                           |
| 1928 | 4.069.900              | 3.012.500                            | 23,6%                                           |
| 1935 | 4.197.600              | 2.353.100                            | -                                               |

En esta tabla se observa la relación de ingresos, gastos y el excedente resultante de las operaciones económicas, con un intervalo de cinco años. Si bien los ingresos aumentan durante el avance de los años, los gastos también lo hacen y de una manera que no permitirá unos beneficios amplios. A partir del año 1916 se incluirá el arriendo de la Compañía de los Caminos de Hierro del Sur de España, que resultó más gravosa que beneficiosa para las cuentas de los Ferrocarriles Andaluces. El golpe definitivo para las cuentas de la compañía llegó con las importantes pérdidas en 1935, que provocaron la incautación estatal al año siguiente.
| Años | Ingresos         | Gastos           | Excedente        |
| 1881 | 11.030.200 ptas. | 5.160.000 ptas.  | 5.870.200 ptas.  |
| 1886 | 11.485.000 ptas. | 5.314.100 ptas.  | 6.170.900 ptas.  |
| 1891 | 14.841.800 ptas. | 6.557.400 ptas.  | 8.284.400 ptas.  |
| 1896 | 16.028.900 ptas. | 7.654.600 ptas.  | 8.374.300 ptas.  |
| 1901 | 19.806.800 ptas. | 11.223.000 ptas. | 8.583.800 ptas.  |
| 1906 | 20.443.000 ptas. | 10.712.100 ptas. | 9.730.900 ptas.  |
| 1911 | 24.815.000 ptas. | 14.351.200 ptas. | 8.769.000 ptas.  |
| 1916 | 35.795.900 ptas. | 21.597.000 ptas. | 14.198.900 ptas. |
| 1921 | 53.986.300 ptas. | 39.882.200 ptas. | 14.104.100 ptas. |
| 1926 | 60.960.100 ptas. | 46.562.200 ptas. | 14.397.900 ptas. |
| 1931 | 61.991.000 ptas. | 58.889.000 ptas. | 3.102.000 ptas.  |
| 1935 | 52.759.300 ptas. | 56.627.500 ptas. | -3.868.200 ptas. |

## Líneas bajo explotación

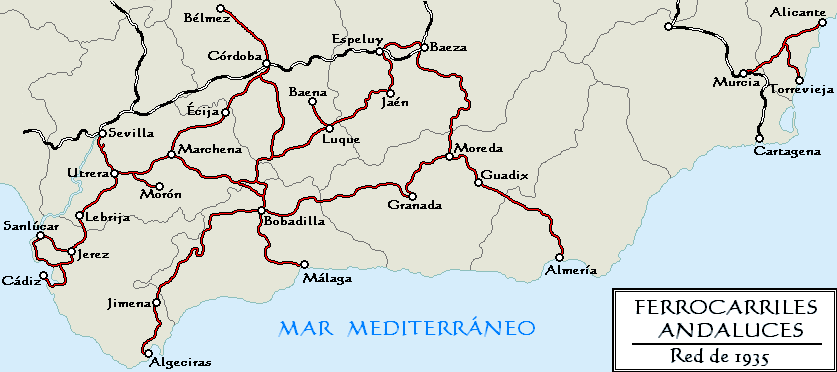
Mapa de la red férrea (las vías en color rojo) de los Ferrocarriles Andaluces en 1935. Las líneas en color discontinuo pertenecen a la MZA.

| Línea                          | Inauguración | Compañía inicial | Longitud | Adquisición | Notas                              |
| Sevilla-Cádiz                  | 1861         | SJPC             | 109,5 km | 1877        |                                    |
| Córdoba-Málaga                 | 1865         | CM               | 90,9 km  | 1877        |                                    |
| Bobadilla-Granada              | 1874         | CM               | 122,6 km | 1877        |                                    |
| Utrera-Morón-Osuna             | 1875         | —                | 93,2 km  | 1877        | Completada en 1875.                |
| Osuna-La Roda                  | 1877         | —                | 35,5 km  | 1877        | Adquirida por Jorge Loring (1875). |
| Jerez-Bonanza                  | 1877         | —                | 28,7 km  | 1877        |                                    |
| Córdoba-Belmez                 | 1873         | CEB              | 70,6 km  | 1880        |                                    |
| Murcia-Alicante                | 1884         | —                | 90,9 km  | —           | Construida por «Andaluces».        |
| Albatera-Torrevieja            | 1884         | —                | 27,3 km  | —           | Construida por «Andaluces».        |
| Marchena-Valchillón            | 1885         | —                | 91,5 km  | —           | Construida por «Andaluces».        |
| Sevilla-Puerto                 | 1888         | —                | 3,3 km   | —           | Construida por «Andaluces».        |
| Bobadilla-Algeciras            | 1892         | AG               | 176,9 km | 1913        |                                    |
| Linares-Puente Genil           | 1893         | —                | 175,8 km | —           | Construida por «Andaluces».        |
| Puerto de Santa María-Sanlúcar | 1898         | FVA              | 36,9 km  | 1913        |                                    |
| Linares-Almería                | 1899         | CCHSE            | 250,6 km | 1929        |                                    |
| Moreda-Granada                 | 1904         | CCHSE            | 56,7 km  | 1929        |                                    |
| Luque-Baena                    | 1918         | —                | 6,9 km   | —           | Construida por «Andaluces».        |